# Чавар, Патрик
Патрик «Пако» Чавар (хорв. Patrik «Pako» Ćavar; род. 24 марта 1971, Меткович) — хорватский гандболист, игравший на позиции левого полусреднего/крайнего. Олимпийский чемпион 1996 года, чемпион Средиземноморских игр 1993 года.

## Карьера

### Клубная
Патрик — воспитанник школы гандбольного клуба «Механика» (город Меткович). В возрасте 17 лет перебрался в команду «Борац» из Бани-Луки, в возрасте 19 лет пришёл в «Загреб», в составе которого с 1991 по 1997 годы завоёвывал титулы чемпиона Хорватии и обладателя Кубка Хорватии, в 1992 и 1993 годах завоёвывал Кубок европейских чемпионов, а в 1993 году и Суперкубок Европы.
Четырежды Патрик становился лучшим бомбардиром хорватской лиги и пять раз становился лучшим игроком чемпионата. В 1997 году он перешёл в испанский топ-клуб «Барселона»: в составе каталонцев с 1998 по 2000 годы он беспрестанно завоёвывал титулы чемпиона Испании и обладателя Кубка Короля, в 2000 и 2001 году он стал обладателем Кубка АСОБАЛ; в 1998, 2000 и 2001 годах он выиграл Суперкубок Испании, а в 1998, 1999 и 2000 годах он становился лучшим бомбардиром Лиги чемпионов.
В 2001 году Чавар перешёл в другую испанскую команду «Граноллерс», однако не добился с ней никаких успехов и вернулся в 2005 году на родину в Загреб в команду «Аграм Медвещак». В январе 2006 года он отправился во французский «Сен-Марсель Вернон», который покинул летом 2007 года, завершив свою карьеру. С 2009 года он проживает в Майами.

### В сборной
Чавар сыграл 120 официальных матчей и набрал 639 очков в тех матчах. Его высокая результативность позволила хорватской сборной завоевать титул олимпийских чемпионов Атланты, а сам он стал лучшим бомбардиром турнира. В 1993 году он выиграл Средиземноморские игры 1993 года во французском Лангедоке. Стать чемпионом мира и Европы, однако, ему было не суждено: в 1995 году в Исландии на первенстве мира он стал только серебряным призёром, а на чемпионате Европы 1994 в Португалии бронзовым призёром. Чемпионат мира 2003 года и Олимпиаду в Афинах он пропустил из-за травм.